# 筲箕灣總站
筲箕灣總站（英語：Shau Kei Wan Terminus）是一個位於香港香港島東區筲箕灣筲箕灣東大街，屬於香港電車的電車總站。該站為東區兩個電車總站之一，提供前往跑馬地、上環（西港城）、堅尼地城（僅限上下午繁忙時段）的電車路線服務。筲箕灣總站的編號為1。

## 電車進出站安排
以筲箕灣為總站的電車會在筲箕灣東大街與金華街交會處的迴圈繞行一周，前往相反方向的路軌繼續前往其他總站。
由於總站迴圈只能容納兩輛電車，若果有第三輛電車到達，將暫時停在站外，待下一班電車駛離後再進站。

## 歷史
1904年電車開通時，筲箕灣總站設於現時筲箕灣道與柴灣道的交界，直至1929年才延伸至現址。

在1972年8月5日至1993年10月2日，過海隧道巴士102線亦會使用此迴圈轉向。

1920年代的舊筲箕灣總站路軌配置圖